# Samantha Batallanos
Samantha Elizabeth Batallanos Cortegana (Los Olivos, Lima; 27 de septiembre de 1995) es una modelo y personalidad de televisión peruana. Fue coronada como Miss Grand Perú el 20 de octubre de 2019 en el escenario del concurso de belleza Miss Perú.Su carisma y presencia escénica llamaron la atención de la industria del entretenimiento, llevándola a recibir invitaciones para participar en programas de televisión y eventos mediáticos nacionales.

## Biografía
Estudio en el Colegio Héroes de San Juan, según los reportes antiguos del distrito en el año 2010. Comenzó su vida pública a los diecinueve años, cuando participó en el programa televisivo concurso Peru's Next Top Model.[cita requerida]
Años después, concursó en el certamen de belleza Miss Landscape International 2018 representando a su país, la cual finaliza como segunda finalista. Tras terminar la competencia internacional, decidió participar en el concurso Miss Perú 2019, en representación de la capital Lima, y fue coronada como miss Grand Perú de ese año.
Además, Batallanos participó en la telenovela musical Torbellino, 20 años después en el año 2018, interpretando a Rosaura Centeno, y fue coconductora del programa Mi gente dice al año siguiente, compartiendo el rol con Paco Bazán y Camila Escribens.
En 2020, iba a representar a Perú en Miss Grand Internacional en Venezuela; pero fue destituida de su cargo, por lo que en su lugar fue Maricielo Gamarra. En 2021, fue designada para representar a Perú en el Miss Grand Internacional 2021, que se llevó a cabo en Tailandia, donde no obtuvo clasificación entre las semifinalistas.
En los años siguientes, asistía a menudo a programas del canal América Televisión como invitada. Desde 2024, forma parte al reparto principal del programa cómico-musical El reventonazo de la chola en el rol de actriz cómica.
Además, fue parte del unipersonal Cachudas pero conchudas al lado de Leysi Suárez y Roxana Molina. Sin embargo, fue separada del elenco, siendo reemplazada por la personalidad televisiva Andrea San Martín.

## Vida personal
En el año 2022, inició una relación sentimental con el boxeador Jonathan Maicelo. En junio de 2023, cuando salía de una clínica tras haber sufrido un aborto espontáneo, una reportera del programa de farándula Magaly TV, la firme se acercó a querer entrevistar a Batallanos. Pero su padre la agredió físicamente de una patada en el vientre, Magaly Medina condenó el hecho.
En diciembre de 2023, denunció públicamente y penalmente a Maicelo por agresión física y psicológica, y ganó el juicio, causando un gran escándalo mediático. En julio de 2025, el Décimo Primer Juzgado Penal Unipersonal - Sede Central impuso a Jonathan Maicelo la realización de servicios comunitarios.
En el año 2025, inicia su relación con el cantante de salsa y balada romántica Álvaro Rod.

## Concursos de belleza
- Miss Landscape International 2018 (segunda finalista)
- Miss Grand Perú 2019 (ganadora)
- Miss Perú 2019 (tercera finalista)

| Predecesor: Camila Escribens | Miss Grand Perú 2019 | Sucesor: Por definir |

## Créditos
- Peru's Next Top Model (2013) Concursante
- Torbellino, 20 años después (2018)
- Mi gente dice (2019) Coconductora
- El reventonazo de la Chola (2024)
- Palabra de Honor (2025) - Participante (15° Eliminada)